# Barraca (caça)
|  | Aquest article tracta sobre la tècnica de caça en barraca. Vegeu-ne altres significats a «Barraca (desambiguació)». |

La barraca és un art de caça mil·lenari. Es tracta d'un conjunt de garrofers o d'oliveres treballats de tal manera que s'hi puga caçar el tord. Aquests ocells són atrets per un reclam bucal que imita el seu cant. Es tracta d'un mètode artesanal de caça i és selectiu, ja que els ocells que s'hi atrapen no moren si el caçador no vol. Els tords cauen a la barraca gràcies a unes barretes col·locades a l'arbre que sostenen espartons horitzontals enganxats amb vesc. Actualment, els territoris que encara practiquen aquest tipus de caça són els del sud de Tarragona (Alcanar, Ulldecona...) i el Nord del País Valencià (Vinaròs, Sant Jordi...). No tot és caçar, ja que durant els dies que es caça, els caçadors es reuneixen amb la família i els amics en cases de camp al costat mateix de la barraca, per tal de celebrar dinars i sopars al camp.